# 普渡天胡荽
普渡天胡荽（学名：Hydrocotyle handelii）为伞形科天胡荽属下的一个种。

## 扩展阅读
- 維基物種上的相關：普渡天胡荽